# 李永舫

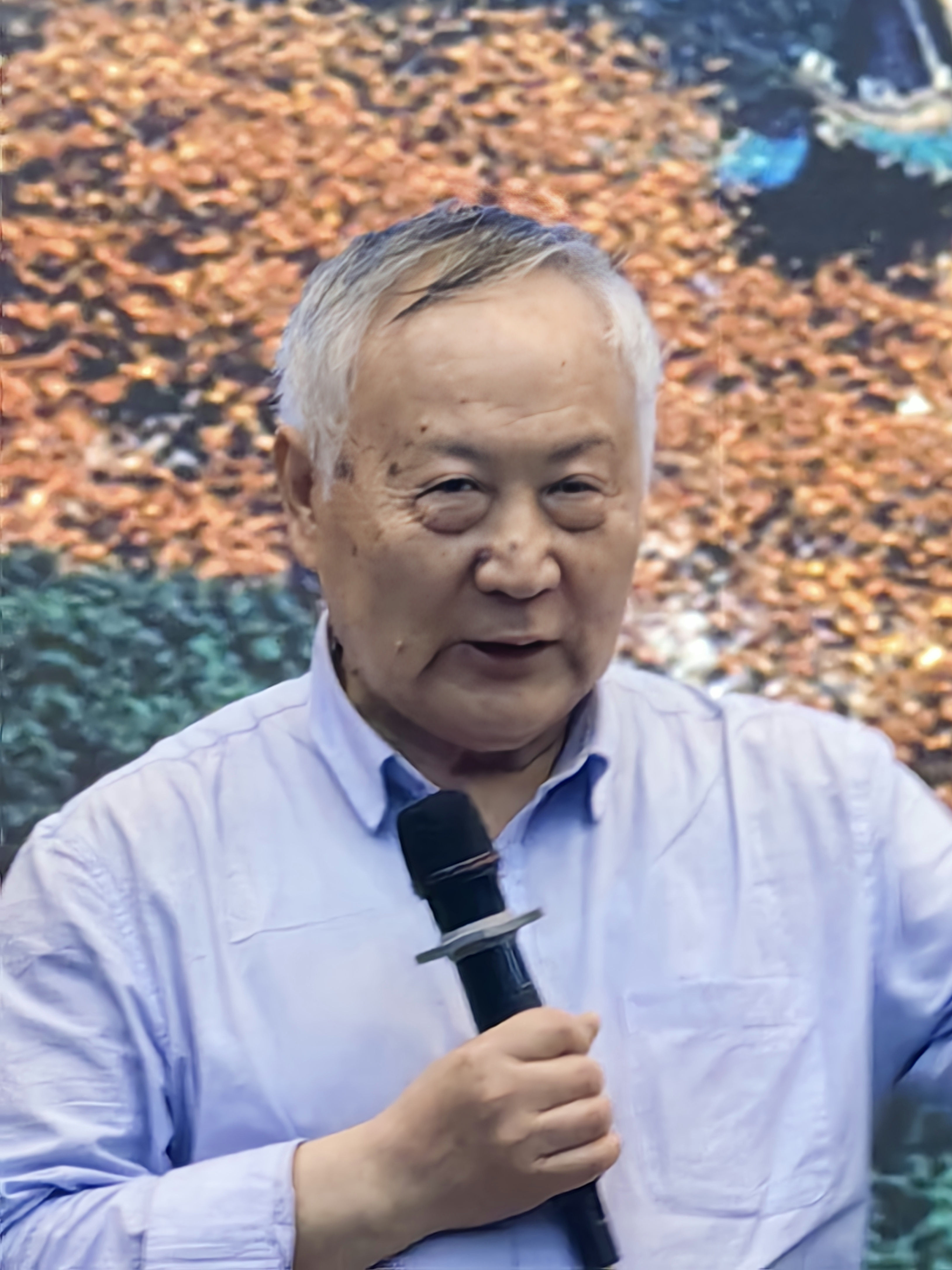
李永舫在珞珈讲坛

李永舫（1948年8月10日—），籍贯河南睢县河堤乡丁庄寨村人，生于重庆，中华人民共和国化学家。
1977年，以河南省理科第一名考入华东化工学院（现华东理工大学）抗菌素专业。1982年，李永舫获华东化工学院化学硕士学位。1986年，获复旦大学化学系物理化学专业博士。之后供职于中国科学院化学研究所，师从钱人元，从事光电功能高分子领域研究。2012年12月成为苏州大学材料与化学化工学部的特聘教授。2013年，当选中国科学院化学部院士。